# Porco Rosso
Porco Rosso (ita., rotes Schwein; jap. 紅の豚, Kurenai no Buta) ist ein Anime-Film des japanischen Anime-Regisseurs Hayao Miyazaki aus dem Jahr 1992. Er ist eine Produktion des Studio Ghibli.

## Handlung
Die Geschichte spielt gegen Ende der 1920er Jahre, zur Regierungszeit der italienischen Faschisten. Der schweinsköpfige Pilot Porco Rosso, Veteran aus dem Ersten Weltkrieg, jagt als Kopfgeldjäger fliegende Piraten, die Schiffe ausrauben. Als Porco auf der Reise nach Mailand ist, um seine Maschine zu überholen, wird er von dem berühmten amerikanischen Piloten Curtis abgeschossen. Er überlebt und schafft es zu einem befreundeten Ingenieur, der das Flugzeug instand setzt. Porco ist allerdings nicht davon begeistert, dass sein Freund die Arbeit an seinem Flugzeug dessen Enkelin Fiona (nur Fio genannt) überlässt, schlägt jedoch missmutig ein. Die junge Frau entpuppt sich als wahres Talent, weswegen Porco sie aus Notwendigkeit und auf ihr Bitten hin als Mechanikerin mitnimmt. Während des Fluges und auf seiner Insel kommen sie sich näher, wobei Teile von Porcos Vergangenheit beleuchtet werden. Am Ende des Films kommt es zu einem Wettbewerb zwischen Curtis und Porco, den Letzterer knapp gewinnt. Daraufhin verabschiedet sich Porco von der begabten Mechanikerin Fio, die mit Gina vor der italienischen Luftwaffe flieht.
Im Epilog, der in den 50er Jahren stattfindet, resümiert Fio ihre kurze Zeit mit Porco und erwähnt, dass sie seitdem eine enge Freundschaft mit Gina unterhält. Zum Schluss meint sie mehrdeutig, dass sie Porco seit dem Wettbewerb nicht mehr gesehen hat und deutet vage an, dass Ginas "Spiel" mit diesem zu einem Ende gekommen ist.

## Synchronisation
Die deutsche Synchronisation entstand bei FFS Film- & Fernseh-Synchron GmbH in München unter der Dialogregie von Cornelius Frommann.
| Rolle                          | Japanischer Sprecher (Seiyū) | Deutscher Sprecher |
| ------------------------------ | ---------------------------- | ------------------ |
| Marco Pagot / Porco Rosso      | Shūichirō Moriyama           | Dieter Memel       |
| Donald Curtis                  | Akio Ōtsuka                  | Matthias Klie      |
| Madame Gina                    | Tokiko Kato                  | Madeleine Stolze   |
| Fio Piccolo                    | Akemi Okamura                | Marieke Oeffinger  |
| Paolo Piccolo (Fios Großvater) | Sanshi Katsura               | Klaus Münster      |
| Capo (Boss der Mamma Aiuto)    | Tsunehiko Kamijō             | Frank Röth         |

## Musik
Die Filmmusik stammt von Joe Hisaishi. Im Film wird das Lied Le Temps des cerises gespielt, komponiert von Antoine Renard, getextet von Jean-Baptiste Clément und gesungen von Tokiko Katō. Der Abspanntitel Toki niwa Mukashi no Hanashi o (時には昔の話を) wurde komponiert, getextet und gesungen von Tokiko Katō und arrangiert von Yōko Kanno. 

## Manga
Die Geschichte um den schweinsköpfigen Piloten Porco Rosso zeichnete Hayao Miyazaki erstmals in dem 1989 erschienenen 15-seitigen und mit Wasserfarben gezeichneten Manga Hikōtei Jidai (飛行艇時代, „Zeitalter des Flugboots“). Dieser war Teil einer als Miyazaki Hayao no Zassō Note (宮崎駿の雑想ノート, dt. „Notizen vermischter Ideen von Hayao Miyazaki“) bezeichneten Reihe von Manga-Kurzgeschichten über Flugzeuge, Panzer und Kriegsschiffe die von 1984 bis 1990 im Modellbau-Magazin Model Graphix des Verlags Dainihon Kaiga veröffentlicht wurde. Im Zuge der Kinoaufführung von Porco Rosso brachte der Verlag Hikōtei Jidai 1992 separat als 60-seitiges Buch (ISBN 4-499-20595-6), sowie 2004 mit 70 Seiten (ISBN 4-499-22864-6) erneut heraus.

## Veröffentlichung
Der Film lief am 18. Juli 1992 in den japanischen Kinos an.
Der deutsche Lizenznehmer des Films ist Universum Film, der den Film unter dem Label ufa Anime am 18. September 2006 veröffentlicht hat. Die Neuauflage des Films ist seit dem 24. Januar 2014 auf Blu-Ray erhältlich.

## Kritik
„Das Flugzeug fasziniert [Miyazaki], es zieht sich durch alle seine Werke. In Porco Rosso setzte er diese Besessenheit so akribisch um wie in keinem anderen Film. […] Die Haltung gegen den Faschismus teilt der Film mit Casablanca, auch den melodramatischen Plot. Am Ende handelt Porco Rosso wie Humphrey Bogarts Rick – weil er die Frauen ziehen lässt, die er liebt.“

„Porco Rosso scheitert auf hohem Niveau und hauptsächlich an seinen eigenen Ambitionen. Die Mischung aus kindlichem Zeichenstil, albernem Slapstick und einer tieftragischen Geschichte will nicht ganz funktionieren. Allerdings ist es gerade diese Ambivalenz, die Porco Rosso so sehenswert macht. Es ist vielleicht einer der schwächeren Filme von Hayao Miyazaki, zugleich aber einer der interessantesten. Und selbst ein schwacher Miyazaki ist immer noch ein sehr guter Film.“

„Hintergründiger Zeichentrickfilm aus der Werkstatt von Hayao Miyazaki ("Heidi", "Prinzessin Mononoke"), dessen Kulisse italienisches Flair verströmt, während die anarchisch angehauchte Geschichte an die Fliegerabenteuer des "Roten Barons" Manfred von Richthofen erinnert“

## Besonderheiten
Am Beginn führt eine Einleitung in Textform in die Geschichte ein (vgl. Star Wars) und ist in allen Sprachfassungen gleichzeitig auf Japanisch, Italienisch, Koreanisch, Englisch, Hochchinesisch, Spanisch, Arabisch, Russisch, Französisch und Deutsch zu sehen.

## Auszeichnungen
Der Film erhielt beim Mainichi Eiga Concours 1992 den Großer Animations-Preis und wurde in der Kategorie Beste Filmmusik ausgezeichnet.